# Mercedes-Benz O 305 GT

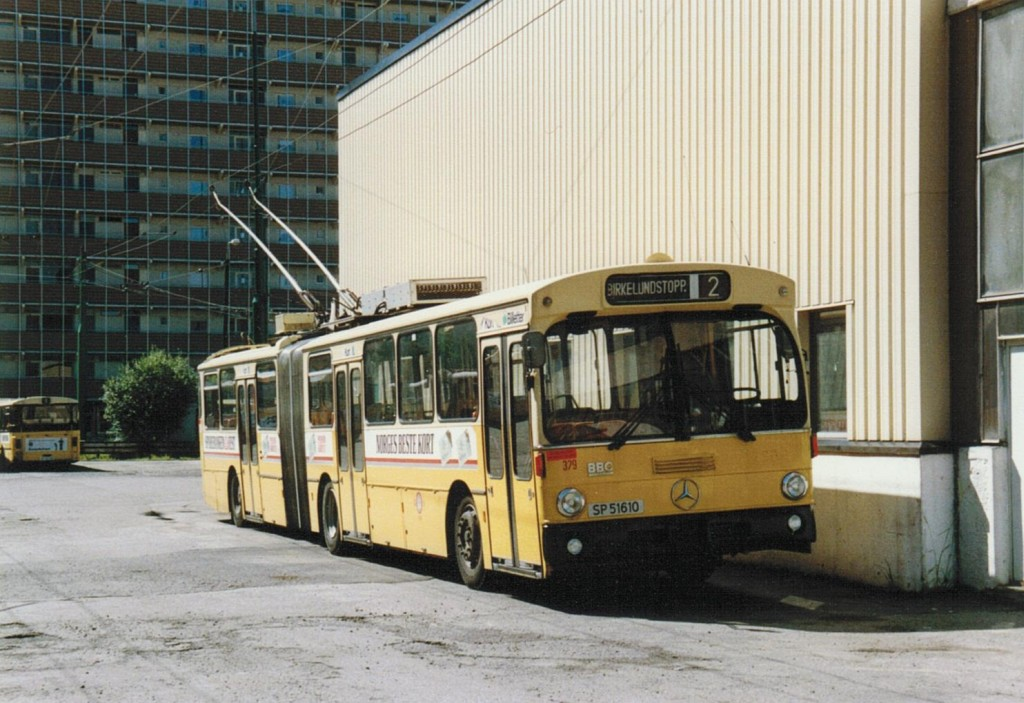
Wagen 329 in Bergen, aufgenommen 1989

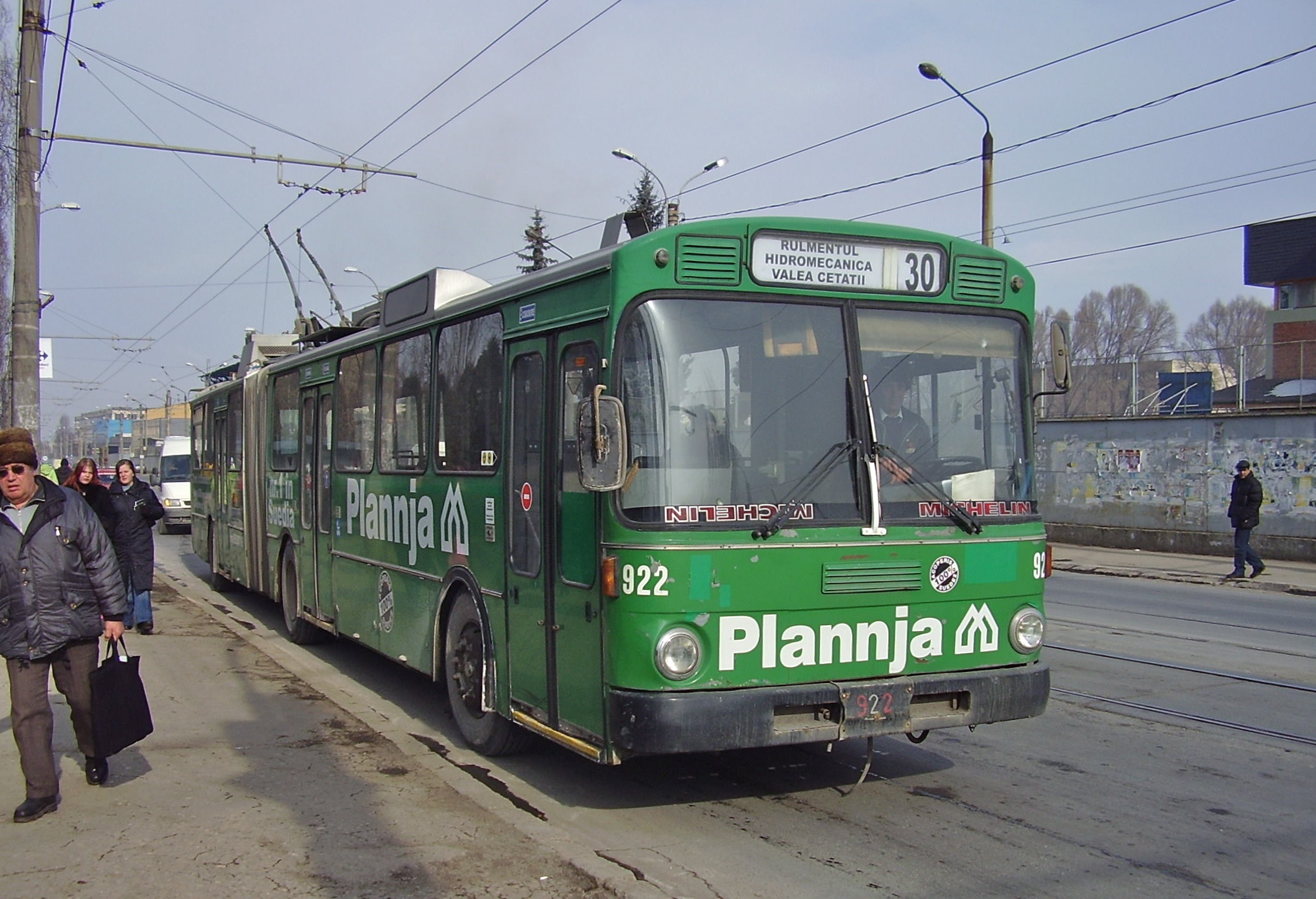
Der ehemalige Kaiserslauterer Wagen 137 im rumänischen Brașov, 2006

Der Mercedes-Benz O 305 GT ist ein Oberleitungsbus-Typ von Daimler-Benz. Der Gelenkwagen basiert auf der Standard-Linienbus-Baureihe O 305 G und ist eng verwandt mit der parallel hergestellten Duo-Bus-Variante Mercedes-Benz O 305 GTD. Die elektrische Ausrüstung wurde von BBC-Sécheron zugeliefert. Die Typenbezeichnung GT steht dabei für Gelenk-Trolleybus. Insgesamt wurden in den Jahren 1982 und 1983 fünf Exemplare des hier behandelten Typs produziert, diese verteilten sich wie folgt:
| Baujahr | Stück | Betrieb                                 | Front       | Nummern |
| ------- | ----- | --------------------------------------- | ----------- | ------- |
| 1982    | 3     | Oberleitungsbus Bergen                  | VÖV-Front   | 328–330 |
| 1982    | 1     | Testwagen beim Oberleitungsbus Solingen | VÖV-Front   | 82      |
| 1983    | 1     | Oberleitungsbus Kaiserslautern          | StÜLB-Front | 137     |

Die drei Bergener Wagen hatten dabei Aufbauten des Schweizer Unternehmens FBW. Der Solinger Testwagen 82 wurde noch 1982 ebenfalls nach Kaiserslautern abgegeben. Dort war er zunächst ebenfalls als Testwagen vorgesehen, wurde später jedoch unter der Nummer 136 in den regulären Bestand eingereiht. 1985 gelangten die Wagen 136 und 137 zunächst zum Trolleybus Basel der Basler Verkehrs-Betriebe (BVB), wo sie zwischen Herbst 1986 und Februar 2000 im Liniendienst waren. Anschließend kamen sie noch nach Brașov in Rumänien, sind aber mittlerweile beide ausgemustert.
Ab 1986 wurde von Daimler-Benz die Nachfolgerbaureihe O 405 GTZ hergestellt, wobei man sich ab Mitte der 1980er Jahre vermehrt auf die Produktion und Weiterentwicklung von Duo-Bussen konzentrierte.